# Palmøy
Palmøy est une île norvégienne du comté de Hordaland appartenant administrativement à Torangsvåg.

## Description
Rocheuse et couverte d'une légère végétation, à fleur d'eau, elle s'étend sur environ 74 m de longueur pour une largeur approximative de 39 m.